# A Day Without Rain
| Recensione | Giudizio |
| ---------- | -------- |
| AllMusic   |          |

A Day Without Rain è il quinto album in studio della musicista e cantante irlandese Enya, pubblicato nel 2000 dalla WEA Records. Con più di 15 milioni di copie vendute è l'album di maggior successo di Enya e il 16° più venduto nel decennio 2000-2009.

## Il Disco

### Tracce
Testi di Roma Ryan, musiche di Enya.
1. A Day Without Rain – 2:38
2. Wild Child – 3:47
3. Only Time – 3:38
4. Tempus Vernum – 2:24
5. Deora Ar Mo Chroí – 2:48
6. Flora's Secret – 4:07
7. Fallen Embers – 2:31
8. Silver Inches – 1:37
9. Pilgrim – 3:12
10. One By One – 3:54
11. The First of Autumn – 3:10
12. Lazy Days – 3:42

### Singoli Estratti
- Only Time (2000)
- Wild Child (2001)

### Descrizione
A Day Without Rain segna il ritorno al successo di Enya 5 anni dopo il suo ultimo album di inediti.
Dopo un primo periodo di risultati discreti, il disco acquisisce una notevole fama in tutto il mondo, soprattutto grazie al singolo Only Time, è stato inserito nella colonna sonora del film Sweet November del 2000 mentre l'anno successivo è stato prodotto un remix del pezzo ad opera di S.A.F. e Nicky Ryan, che ha riportato la canzone in testa alle classifiche, soprattutto grazie a un video pubblicato da un newyorkese dopo gli attentati dell'11 settembre 2001 che faceva uso proprio di questa rivisitazione del brano. Il secondo singolo Wild Child è il tema principale del film giapponese Calmi Cuori Appassionati del 2001. Il brano strumentale A day without rain è utilizzato da sempre come sigla del Meteo di Rainews24
Anche se altamente acclamato dai fans, l'album ha ricevuto delle critiche per il suo breve tempo di durata e perché nelle versioni canadese e giapponese vi sono delle tracce aggiuntive.
L'album ha riscosso un grandissimo successo, in particolare nel 2001, divenendo l'album di Enya più venduto con 15 milioni di copie. Grazie ai suoi strepitosi risultati, la cantante è stata nominata ai World Music Awards artista femminile di maggiori vendite nel 2001.
Oggi, 10 anni dopo, questo lavoro discografico rappresenta una delle massime espressioni della musica di Enya e risulta essere al numero 132 tra gli album più importanti della storia della musica nonché uno dei più grandi successi commerciali degli ultimi anni.

### Premi
Grammy Award (2002): Miglior Album New Age
Japanese Gran Prix Award (2001) Album dell'anno

## Successo
In Italia l'album ha riscosso un buon successo tra la fine del 2000 e l'inizio del 2001, stazionando per 21 settimane nella Top 50 e occupandone per due la sesta posizione
Le copie vendute finora sono più di 300.000, equivalenti a 3 dischi di platino e 6 dischi d'oro.

### Piazzamenti in classifica
| Paese                    | Posizione |
| ------------------------ | --------- |
| Australia                | 4         |
| Austria                  | 1         |
| Belgio (Vallonia)        | 9         |
| Belgio (Fiandre)         | 5         |
| Canada                   | 4         |
| Danimarca                | 5         |
| Finlandia                | 29        |
| Germania                 | 1         |
| Giappone                 | 4         |
| Grecia                   | 10        |
| Irlanda                  | 7         |
| Italia                   | 6         |
| Paesi Bassi              | 2         |
| Polonia                  | 1         |
| Nuova Zelanda            | 5         |
| Norvegia                 | 12        |
| Classifica Polacca       | 1         |
| Spagna                   | 3         |
| Svezia                   | 4         |
| Svizzera                 | 2         |
| Ungheria                 | 15        |
| Regno Unito              | 6         |
| Billboard 200            | 2         |
| Billboard New Age Albums | 1         |
| Billboard Catalog Albums | 18        |

### Classifiche di Fine Anno
| Paese (Anno)                    | Posizione |
| ------------------------------- | --------- |
| Mondo (2001)                    | 5         |
| Australia (2000)                | 66        |
| Australia (2001)                | 62        |
| Austria (2001)                  | 4         |
| Austria (2002)                  | 36        |
| Svizzera (2000)                 | 91        |
| Svizzera (2001)                 | 6         |
| Svizzera (2002)                 | 66        |
| Billboard 200 (2002)            | 18        |
| Billboard New Age Albums (2002) | 1         |

### Classifiche di Fine Decennio (2000-2009)
| Paese                    | Posizione |
| ------------------------ | --------- |
| Mondo                    | 16        |
| Paesi Bassi              | 44        |
| Billboard 200            | 16        |
| Billboard New Age Albums | 1         |

### Vendite
| Regione | Vendite     |
| ------- | ----------- |
| America | 8 500 000+  |
| Europa  | 3 000 000+  |
| Asia    | 1 000 000+  |
| Oceania | 200 000+    |
| Mondo   | 15 000 000+ |

1. ↑  Si intende l'insieme delle seguenti vendite: 7.000.000 in USA, 800.000 in Canada, 100.000 in Brasile, 100.000 in Messico, 50.000 in Argentina
2. ↑  Si intende la somma delle vendite certificate dalla IFPI.
3. ↑  Si intende la somma delle 750 000 copie vendute in Giappone
4. ↑  Si intende la somma delle 150 000 copie vendute in Australia, delle 20.000 vendute in Nuova Zelanda.
5. ↑  Si intende la somma totale delle vendite dell'album.